# 22 d'octubre
El 22 d'octubre és el dos-cents noranta-cinquè dia de l'any del calendari gregorià i el dos-cents noranta-sisè en els anys de traspàs. Queden 70 dies per finalitzar l'any.

## Esdeveniments
Països Catalans
- 1901: A Castelló de la Plana es descobreixen un gran nombre de monedes d'or de les èpoques dels emperadors romans Neró, Antoni, Nerva, Trajà i Hadrià.
- 1945: El PSUC abandona la lluita armada

Resta del món
- 362, Dafne (Antioquia): un misteriós foc hi destrueix el temple d'Apol·lo.
- 451, Calcedònia, Bitínia, Àsia Menor: en el marc del Concili de Calcedònia, s'adopta el Credo de Calcedònia, en el que es reconeix la doble naturalesa, divina i humana, de Jesucrist.
- 1709 - Copenhaguen (Dinamarca): l'Imperi Rus i el Regne de Dinamarca i Noruega signen la seva aliança en el Tractat de Copenhagen (1709) en el marc de la Gran Guerra del Nord.
- 1797, Parc Monceau, París (França): André Jacques Garnerin fa el primer salt en paracaigudes des d'un globus aerostàtic a una alçada d'uns 1.000 m.[1]
- 1855, Espanya: hi entra en vigor un reial decret que crea un jutjat de pau en cada municipi.
- 1928, Puerto Rico: s'hi estableix la Fraternitat Social Fi Sigma Alfa (ΦΣΑ).
- 1867, Itàlia: Giuseppe Garibaldi, que havia aconseguit reunir un exèrcit amb ajuda extraoficial, traspassa la frontera dels Estats Pontificis amb el propòsit de culminar la unificació italiana.
- 1940, Montoire: Es produeixen converses entre Adolf Hitler i Pierre Laval.
- 1945, Espanya: S'aprova la llei de referèndum per consultar directament al poble espanyol assumptes d'especial transcendència.[2]
- 1947, Caixmir: comença el conflicte del Caixmir, poc després de la partició de l'Índia.[3]
- 1962: El president John Kennedy anuncia el bloqueig de Cuba per la marina de guerra dels Estats Units fins que la Unió Soviètica retiri els míssils instal·lats a l'illa (Crisi dels Míssils).

## Naixements
Països Catalans
- 1882 - Vilanova i la Geltrú: Pilar Bagüés Blasco, soprano vilanovina (m. 1975).[4]
- 1911 - Sant Feliu de Guíxols: Margarita Wirsing i Bordas, primera dona llicenciada en Ciències Físico-Químiques a Espanya (m. 1995).[5]
- 1924 - Sabadell: Teresa Cunillé i Rovira, actriu catalana.[6]
- 1927 - Barcelona: Francesc Vila i Rufas, més conegut com a Cesc, dibuixant i pintor català
- 1930 - Barcelona: Josep Guardiola, cantant, saxofonista i violinista català (m. 2012).[7]
- 1933 - Barcelona: Montserrat Mechó Cunillera, nedadora i paracaigudista catalana.[8]
- 1948 - Rià, Conflent: Jean-Pierre Mas, músic i compositor nord-català.
- 1962 - Barcelona: Jordi Cornudella i Martorell, poeta i editor català.
- 1963 - Vilafranca del Penedès: Eulàlia Valldosera i Guilera, artista catalana contemporània.[9]
- 1973 - L'Alcúdia, Ribera Alta: Andreu Palop, porter valencià.[10]

Resta del món
- 1582, Chengshu, Suzhou (Xina): Qian Qianyi (xinès simplificat: 钱谦益; xinès tradicional: 銭 謙 益; pinyin: Qián Qiānyì) funcionari, historiador, escriptor i poeta xinès (m. 1664).[11]

- 1811, Doborjan, Hongria: Franz Liszt, compositor i pianista hongarès.[12]
- 1847: Jacobus Herculaas de la Rey, conegut com a Koos de la Rey, general durant la Segona Guerra Bòer (m, 1914).[13]
- 1870, Vorónej, Rússia: Ivan Bunin, escriptor rus, Premi Nobel de Literatura de 1933 (m. 1953).[14]
- 1881, Bloomington (Illinois), EUA: Clinton Joseph Davisson, físic estatunidenc guardonat l'any 1937 amb el Premi Nobel de Física (m. 1958).[15]
- 1891, Madrid: Elisa Soriano Fisher, oftalmòloga i mestra espanyola, figura destacada del feminisme associatiu (m. 1964).[16]
- 1903, Wahoo (Nebraska), EUA: George Wells Beadle, genetista estatunidenc guardonat l'any 1958 amb el Premi Nobel de Medicina o Fisiologia (m. 1989).[17]
- 1904, Nova York: Constance Bennett, actriu estatunidenca, una de les més populars de la seva època (m. 1965).[18]
- 1913, Budapest, Imperi Austrohongarès: Robert Capa, fotògraf hongarès (m. 1954).[19]
- 1917, Tòquio: Joan Fontaine, actriu britànica, naturalitzada estatunidenca (m. 2013).[20]
- 1919, Kermansah, Pèrsia: Doris Lessing, escriptora i feminista britànica. Premi Internacional Catalunya 1999. (m. 2013)[21]
- 1921, Seta, Occitània, França: Georges Brassens, cantautor francès (m. 1981).[22]
- 1925 - Sevilla: Julia Uceda Valiente, professora, assagista i poetessa andalusa (m. 2024).
- 1929, Moscou: Lev Iaixin, porter de futbol rus (m. 1990).[23]
- 1938, Leytonstone, Londres (Anglaterra): Derek Jacobi, actor anglès.[24]
- 1943, París: Catherine Deneuve, actriu de cinema francesa.[25]
- 1962 - Berwyn: Bob Odenkirk, actor, humorista i director estatunidenc.
- 1966: Lisa Lipps actriu porno i ballarina exòtica nord-americana.[26]
- 1969, Rockville (Maryland), Estats Units: Spike Jonze, director de cinema.[27]
- 1971, East Providence, Rhode Island: Jennifer Lee, guionista, directora i productora estatunidenca.[28]
- 1975, As Neves, Pontevedra, Espanya: Míchel Salgado, futbolista espanyol.[29]
- 1979, Chicago, Illinois: Jannero Pargo, jugador de bàsquet.[30]
- 1988 - Washington DC: Corey Hawkins, actor estatunidenc.

## Necrològiques
Països Catalans
- 1973 - San Juan, Puerto Rico: Pau Casals, violoncel·lista català mort a l'exili.[31]
- 1981 - Sabadell: Josep Olivella i Astals, compositor i professor de música català (n. 1896).[32]
- 1989 - El Masnou, el Maresme: Ramon Trias Fargas, polític catalanista (n. 1923).[33]
- 2010 - València: Arturo Tuzón Gil, empresari i president del València CF entre 1986 i 1993 (n. 1928).[34]
- 2013 - Barcelona: Rosa Colomer Artigas, filòloga i lingüista catalana, fou directora del TERMCAT (n. 1966).[35]
- 2018 - Barcelona, Barcelonès: Robert Saladrigas i Riera, escriptor, periodista i crític literari català (n. 1940).[36]

Resta del món
- 741 - Quierzy: Carles Martell, cabdill i militar franc.[37]
- 1729 - Estocolm: Anna Maria Ehrenstrahl, pintora barroca sueca (n. 1666).[38]
- 1847 - Berlín: Henriette Herz, amfitriona d'un saló literari, primera salonnière jueva de Berlín (n. 1764).[39]
- 1897 - Cambridge (Massachusetts): Justin Winsor, bibliotecari estatunidenc (n. 1831).[40]
- 1906 - Ais de Provença, Occitània: Paul Cézanne, pintor francès (n. 1839).[41]
- 1929 - San Juan, Puerto Rico: Rafael Balseiro Dávila, pianista i compositor porto-riqueny (n. 1867).[42]
- 1950 - Wayne, Pennsilvània: Isabel Maddison, matemàtica britànica coneguda pel seu treball amb equacions diferencials.[43]
- 1975 - Londres, Regne Unit: Arnold Joseph Toynbee, historiador i professor britànic, que va intentar sintetitzar la història universal.[44]
- 1979 - París: Nadia Boulanger, professora de música, directora d'orquestra i compositora francesa (n. 1887).[45]
- 1985 - Ehrwald, Àustria: Viorica Ursuleac, cantant d'òpera romanesa (n.1894).[46]
- 1986 - Woods Hole, Massachusetts (EUA): Albert Szent-Györgyi, metge nord-americà d'origen hongarès, Premi Nobel de Medicina o Fisiologia de 1937 (n. 1893).[47]
- 2007 - París, França: Ève Curie, escriptora, periodista, diplomàtica francesa (n. 1904).[48]
- 2015 - Labh Janjua, cantant indi de gènere bhangra / hip-hop.[49]
- 2016 - Nova York, EUA: Steve Dillon, dibuixant de còmics anglés (n. 1962), cocreador de la sèrie Preacher junt amb Garth Ennis.[50]
- 2019 - Tòquio: Sadako Ogata, diplomàtica japonesa, Alta Comissionada de les Nacions Unides per als Refugiats (n. 1927).[51]

## Festes i commemoracions
- Santoral:
  - santa Maria Salomé, mare;
  - Còrdula i Càndida de Colònia, verges màrtirs;
  - Llupenci, bisbe;
  - Joan Pau II, papa;
  - beata Esclarmonda de Foix, reina;
  - venerable Jerónima de la Fuente.
- Dia mundial de la Quequesa.